# II liga słoweńska w piłce nożnej mężczyzn
Słoweńska Druga Liga znana również jako 2.SNL (w znaczeniu słoweńskim: 2. Slovenska Nogometna Liga), jest to druga piłkarska klasa rozgrywkowa w tym kraju. Została utworzona w 1991 roku, kiedy to Słowenia odzyskała niepodległość.
Od sezonu 2022/2023 po raz pierwszy w historii można w polskiej telewizji oglądać wybrane mecze tych rozgrywek, jak i 1. ligi słoweńskiej na antenie polskiej wersji kanału Sport Klub.

## Drużyny na sezon 2021/22
- ND Gorica
- NK Triglav Kranj
- NK Krka
- NK Rogaška
- NK Rudar Velenje
- ND Lendava 1903
- ND Bilje
- ND Primorje
- NK Roltek Dob
- ND Ilirija 1911
- KNK Fužinar
- ND Beltinci
- NK Dekani
- NK Krško
- NK Brežice 1919
- NŠ Drava Ptuj